# Siria ai Giochi della XXII Olimpiade
La Siria partecipò ai Giochi della XXII Olimpiade, svoltisi a Mosca, Unione Sovietica, dal 19 luglio al 3 agosto 1980, con una delegazione di 67 atleti impegnati in sette discipline.